# 804
| 804                |
| ------------------ |
| Dødsfald - Fødsler |
|                    |

| Gregoriansk kalender | 804 DCCCIV              |
| Ab urbe condita      | 1557                    |
| Armensk kalender     | 253 ԹՎ ՄԾԳ              |
| Kinesiske kalender   | 3500 – 3501 癸未 – 甲申 |
| Etiopisk kalender    | 796 – 797               |
| Jødisk kalender      | 4564 – 4565             |
| Hindukalendere       |                         |
| - Vikram Samvat      | 859 – 860               |
| - Shaka Samvat       | 726 – 727               |
| - Kali Yuga          | 3905 – 3906             |
| Iransk kalender      | 182 – 183               |
| Islamisk kalender    | 188 – 189               |

Se også 804 (tal)

## Begivenheder
- Godfred Vejdekonge bliver første gang nævnt som danernes konge.